# Christoph Pfingsten
Christoph Pfingsten (Potsdam, 20 november 1987) is een Duits voormalig wegwielrenner en veldrijder. Hij reed voor onder andere BORA-hansgrohe en Team Jumbo-Visma.

## Biografie
In zijn jeugd deed Pfingsten vooral aan veldrijden. Zo werd hij tijdens het Duits kampioenschap in 2002 derde in de wedstrijd voor nieuwelingen, een jaar later won hij deze wedstrijd door Philipp Walsleben achter zich te laten. Vanaf het seizoen 2003-2004 kwam hij in de juniorencategorie uit. Eind 2004 werd hij tijdens het EK derde, op zes seconden van winnaar Julien Taramarcaz. Ook 2005 begon goed voor Pfingsten, op het nationaal kampioenschap werd hij tweede, en twee weken later werd hij tijdens de wereldkampioenschappen in eigen land derde. Vanaf 2006 ging hij zich meer op het wegwielrennen focussen. In zijn laatste jaar als belofte dook hij terug het veld in, op het wereldkampioenschap werd hij tweede.
In 2010 tekende hij een contract bij het Nederlandse Cyclingteam De Rijke. In het begin behaalde hij vooral in het veldrijden succes, zo werd hij begin 2012 Duits kampioen voor Philipp Walsleven en Marcel Meisen. Later zou hij zich meer gaan toeleggen op de weg, met resultaat. Na een goed 2014 versierde hij voor 2015 een transfer naar het Duitse Bora-Argon 18.

## Palmares

### Veldrijden
| Categorie | Seizoen   | Wereldbeker | TOI TOI Cup                               | WK  | EK  | DK     | Overige   | Totaal aantal zeges |
| --------- | --------- | ----------- | ----------------------------------------- | --- | --- | ------ | --------- | ------------------- |
| Junioren  | 2003-2004 |             |                                           | 13e | 16e | Brons  |           | 0                   |
| Junioren  | 2004-2005 |             |                                           | ↑   | ↑   | Zilver |           | 0                   |
| Junioren  | Totaal    | 0           | 0                                         | 0   | 0   | 0      | 0         | 0                   |
| Beloften  | 2005-2006 |             |                                           |     |     | 7e     |           | 0                   |
| Beloften  | 2006-2007 |             |                                           |     |     |        |           | 0                   |
| Beloften  | 2007-2008 |             |                                           |     |     | 8e     |           | 0                   |
| Beloften  | 2008-2009 |             |                                           | ↑   |     | 4e     |           | 0                   |
| Beloften  | Totaal    | 0           | 0                                         | 0   | 0   | 0      | 0         | 0                   |
| Elite     | 2009-2010 |             |                                           | 24e | NVT | Zilver |           | 0                   |
| Elite     | 2010-2011 |             | Uničov                                    | 23e | NVT | Zilver | Döhlau    | 2                   |
| Elite     | 2011-2012 |             | Hlinsko, Louny, Holé Vrchy eindklassement | 24e | NVT | Goud   | Frankfurt | 5                   |
| Elite     | 2012-2013 |             |                                           | DNS | NVT | Brons  |           | 0                   |
| Elite     | 2013-2014 |             |                                           | DNS | NVT | 5e     |           | 0                   |
| Elite     | Totaal    | 0           | 4                                         | 0   | 0   | 1      | 2         | 7                   |

### Wegwielrennen

#### Overwinningen
2007
3e etappe Grote Prijs van Gemenc
2010
5e etappe Ringerike GP
2013
Proloog Ronde van Portugal (ploegentijdrit)
2014
Proloog Flèche du Sud
2018
1e etappe Ronde van Tsjechië (TTT)

#### Resultaten in voornaamste wedstrijden
| Jaar | Ronde van Italië | Ronde van Frankrijk | Ronde van Spanje |
| ---- | ---------------- | ------------------- | ---------------- |
| 2015 |                  |                     |                  |
| 2016 |                  |                     | 75e              |
| 2017 |                  |                     | 142e             |
| 2018 | 58e              |                     |                  |
| 2019 |                  |                     |                  |
| 2020 | opgave           |                     |                  |
| 2021 |                  |                     |                  |

| Jaar | Milaan-San Remo | Gent-Wevelgem | Ronde van Vlaanderen | Parijs-Roubaix | Amstel Gold Race | Luik-Bast.‑Luik | Ronde van Lombardije | Waalse Pijl | Parijs-Tours |  | Wereldranglijsten |
| ---- | --------------- | ------------- | -------------------- | -------------- | ---------------- | --------------- | -------------------- | ----------- | ------------ |  | ----------------- |
| 2015 |                 | opgave        | 121e                 | opgave         |                  |                 |                      |             | 23e          |  |                   |
| 2016 |                 |               |                      |                |                  |                 |                      |             | 154e         |  |                   |
| 2017 |                 |               | 80e                  |                | opgave           |                 |                      |             |              |  | 361e (UWT)        |
| 2018 |                 |               | 89e                  |                |                  | opgave          | opgave               |             |              |  | 259e (UWT)        |
| 2019 |                 |               |                      |                |                  |                 |                      |             |              |  | 722e (UWR)        |
| 2020 |                 |               |                      |                |                  |                 |                      |             |              |  |                   |
| 2021 | 159e            |               |                      |                |                  | opgave          |                      | 129e        |              |  |                   |

## Ploegen
- 2010 –  Van Vliet EBH Elshof
- 2011 –  Cyclingteam De Rijke
- 2012 –  Cyclingteam De Rijke-Shanks
- 2013 –  Cyclingteam De Rijke-Shanks
- 2014 –  Cyclingteam De Rijke
- 2015 –  Bora-Argon 18
- 2016 –  Bora-Argon 18
- 2017 –  BORA-hansgrohe
- 2018 –  BORA-hansgrohe
- 2019 –  BORA-hansgrohe
- 2020 –  Team Jumbo-Visma
- 2021 –  Team Jumbo-Visma

Archbold · Bárta · Bauhaus · Benedetti · Bennett · Buchmann · Dempster · Huzarski · Konrad · Matzka · Mendes · Nerz · Pfingsten · Salerno · Schillinger · Schorn · Schwarzmann · Thurau · Thwaites · Voss · Mühlberger (stagiair) · Pöstlberger (stagiair)
Archbold · Bárta · Bauhaus · Benedetti · Bennett · Buchmann · Dempster · Herklotz · Huzarski · Konrad · Matzka · Mendes · Mühlberger · Nerz · Pfingsten · Pöstlberger · Schillinger · Schwarzmann · Selig · Thwaites · Voss
Ackermann · Archbold · Bárta · Baška · Benedetti · Bennett · Bodnar · Buchmann · Burghardt · Herklotz · Kolář · König · Konrad · Majka · McCarthy · Mendes · Mühlberger · Pelucchi · Pfingsten · Poljański · Pöstlberger · J. Sagan · P. Sagan    · Saramotins · Schillinger · Schwarzmann · Selig
Ackermann · Baška · Benedetti · Bennett · Bodnar · Buchmann · Burghardt · Formolo · Großschartner · Kennaugh · Kolář · König · Konrad · Majka · McCarthy · Mühlberger · Oss · Pelucchi · Pfingsten · Poljański · Pöstlberger · J. Sagan · P. Sagan  · Saramotins · Schillinger · Schwarzmann · Selig
Ackermann · Baška · Benedetti · Bennett · Bodnar · Buchmann · Burghardt · Drucker · Formolo · Gatto · Großschartner · Kennaugh · König · Konrad · Majka · McCarthy · Mühlberger · Oss · Pfingsten · Poljański · Pöstlberger · J. Sagan · P. Sagan · Schachmann · Schillinger · Schwarzmann · Selig
Van Aert · Bennett · Bouwman · De Plus · Dumoulin · Eenkhoorn · Foss · Gesink · Groenewegen · Harper · Hofstede · Jansen · Kruijswijk · Kuss · Leezer · Lindeman · Martens · Martin · Pfingsten · Roglič   · Roosen · Teunissen · Tolhoek · Van der Hoorn · Van Emden · Vingegaard · Wynants
Van Aert · Affini · Bennett · Bouwman · Dekker · van Dijke (vanaf 5 september) · Dumoulin · Eenkhoorn · Van Emden · Foss · Gesink · Groenewegen · Harper · Hofstede · Van Hooydonck · Kooij (vanaf 18 februari) · Kruijswijk · Kuss · Leemreize · Martens (t/m 30 mei) · Martin · Oomen · Pfingsten · Roglič   · Roosen · Teunissen · Tolhoek · Vingegaard · Wynants (t/m 4 april)